# Северна линија
Северна линија је линија лондонског метроа која пролази између северног и јужног Лондона. Одштампан је црном бојом на мапи метроа. Превози више путника годишње него било која друга подземна линија – око 340 милиона током 2019. – што га чини најпрометнијом линијом метроа у Лондону. Северна линија је јединствена на подземној мрежи по томе што има две различите руте кроз централни Лондон, две јужне и две северне. Упркос свом називу, не опслужује најсеверније станице метроа, иако опслужује најјужнију станицу у Морден, терминалу једног од два јужна крака.
Већим делом своје дужине Северна линија је дубока. Део између Stockwell и Borough отворен је 1890. године и најстарији је део линије цеви дубоког нивоа на мрежи. Скоро 340 милиона путничких путовања забележено је током 2019. на северној линији, што је чини најпрометнијом на подземној линији, иако је то искривљено због 2 филијале унутар централног Лондона, од којих су обе мање заузете од главних делова других линија.  Има 18 од 31 станице система јужно од реке Темзе. На линији су укупно 52 станице, од којих 38 има пероне испод земље.

### Цитати
1. ↑  „London Assembly Questions to the Mayor”. London Assembly. 2022. Приступљено 29. 2. 2024.
2. ↑  „Northern line facts”. Transport for London. Архивирано из оригинала 12. 3. 2012. г. Приступљено 12. 3. 2012.
3. ↑  „City Metric”. Centre for Cities. 18. 9. 2017. Архивирано из оригинала 22. 10. 2017. г. Приступљено 22. 10. 2023.
4. ↑  Smith, Rebecca (29. 1. 2018). „Northern Line passengers to get quicker and more frequent journeys as TfL boosts services to tackle crowding on busiest Tube line”. City A.M. London. Архивирано из оригинала 30. 1. 2018. г. Приступљено 29. 1. 2018.